# エレン・エメット・ランド

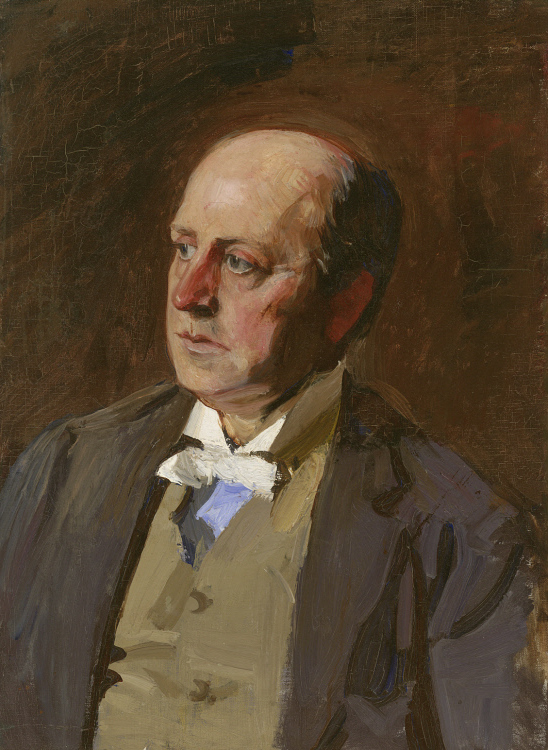
エレン・エメット・ランド作、「ヘンリー・ジェイムズの肖像」(1900)、国立肖像画美術館 (アメリカ合衆国)蔵

エレン・エメット・ランド（Ellen Emmet Rand 、結婚前の名前、エレン・ガートルード・エメット、Ellen Gertrude Emmet、1875年3月4日 - 1941年12月18日）はアメリカ合衆国の画家、イラストレーターである。肖像画家としてフランクリン・ルーズベルト大統領の肖像画を含む多くの有名な人物の肖像画を描いた。

## 略歴
サンフランシスコに生まれた 。いとこに画家になったロジーナ・エメット・シャーウッド(Rosina Emmet Sherwood: 1854–1948)、リディア・フィールド・エメット(1866-1952)、ジェーン・エリン・エメット(1873-1961)の姉妹や、哲学者のウィリアム・ジェームズ(1842-1910)と文学者のヘンリー・ジェイムズ(1843-1916)の兄弟がいる。1884年に父親が亡くなった後、家族とニューヨークに移った。12歳でボストンに移り、ボストンの画家デニス・ミラー・バンカー(Dennis Miller Bunker）から絵を学んだ後、アート・スチューデンツ・リーグ・オブ・ニューヨークでいとこのロジーナ・エメット・シャーウッドやウィリアム・メリット・チェイス、ケニオン・コックス、ロバート・ルイス・リードから肖像画を学んだ 。夏季美術学校に参加し、美術学校の展覧会の作品がファッション雑誌ヴォーグの編集者に認められ、「ヴォーグ」の挿絵を依頼され、「Harper's Weekly」や「 Harper's Bazaar」といった雑誌のイラストも描くようになった。1896年にイギリスに旅し、イギリスでは肖像画家として働いた。1897年にはパリに移りパリではフレデリック・ウィリアム・マクマニーズから彫刻も学んだ。1900年のパリ万国博覧会の展覧会に出展し賞を得た・
1900年にアメリカに戻った後は、肖像画家としての仕事に専念した。エレン・エメット・ランドが肖像画を描いた人物にはフランクリン・ルーズベルト大統領やいとこのウィリアム・ジェームズやヘンリー・ジェイムズ、彫刻家のオーガスタス・セント＝ゴーデンスらがいる。
1911年に、11歳年下のウィリアム・ブランチャード・ランド（William Blanchard Rand: 1885–1956)と結婚し、3人の子供が生まれたが肖像画家の仕事を続けた。
1921年にペンシルベニア美術アカデミーの年次展覧会に出展した肖像画は、アカデミーが最も優れた油彩肖像画に贈る「Beck Gold Medal」を受賞した。
1941年にニューヨークで亡くなった。

## 作品

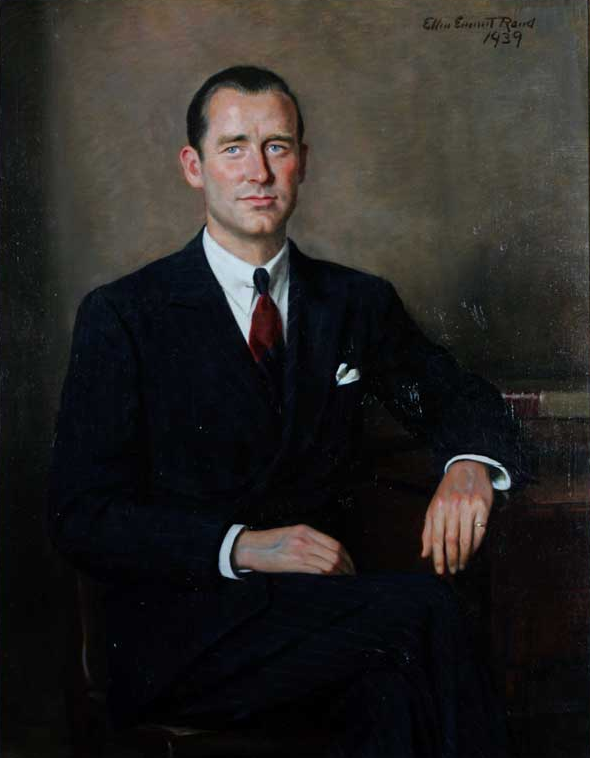
ウィリアム・ヘンリー・ヴァンダービルト3世 -知事
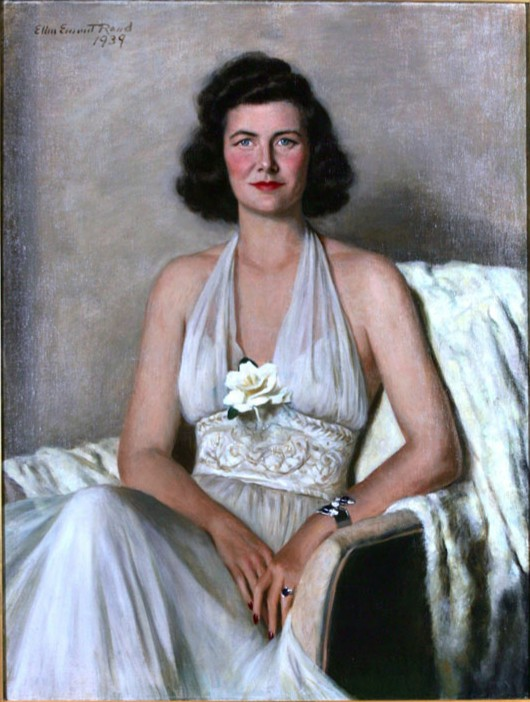
Anne Gordon Colby(ウィリアム・ヴァンダービルト3世夫人)
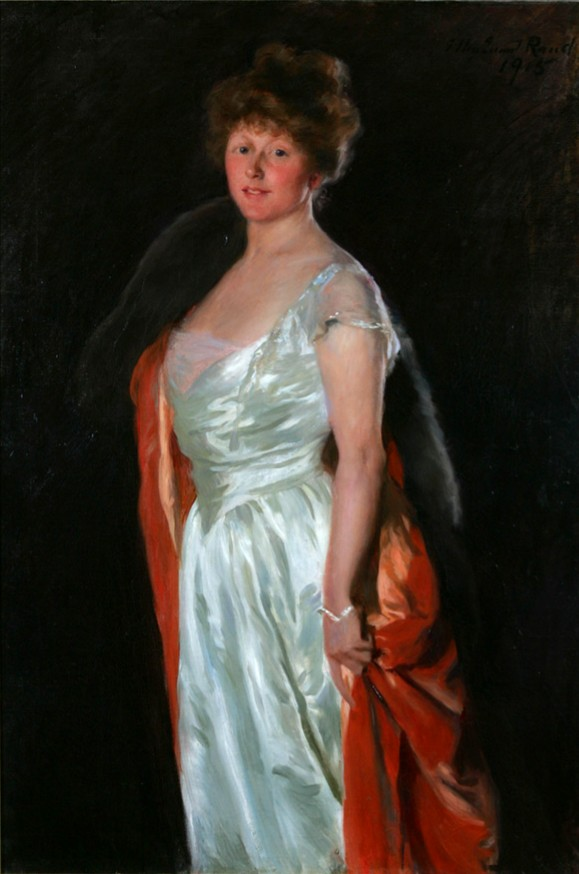
Ellen French Vanderbilt Fitzsimons
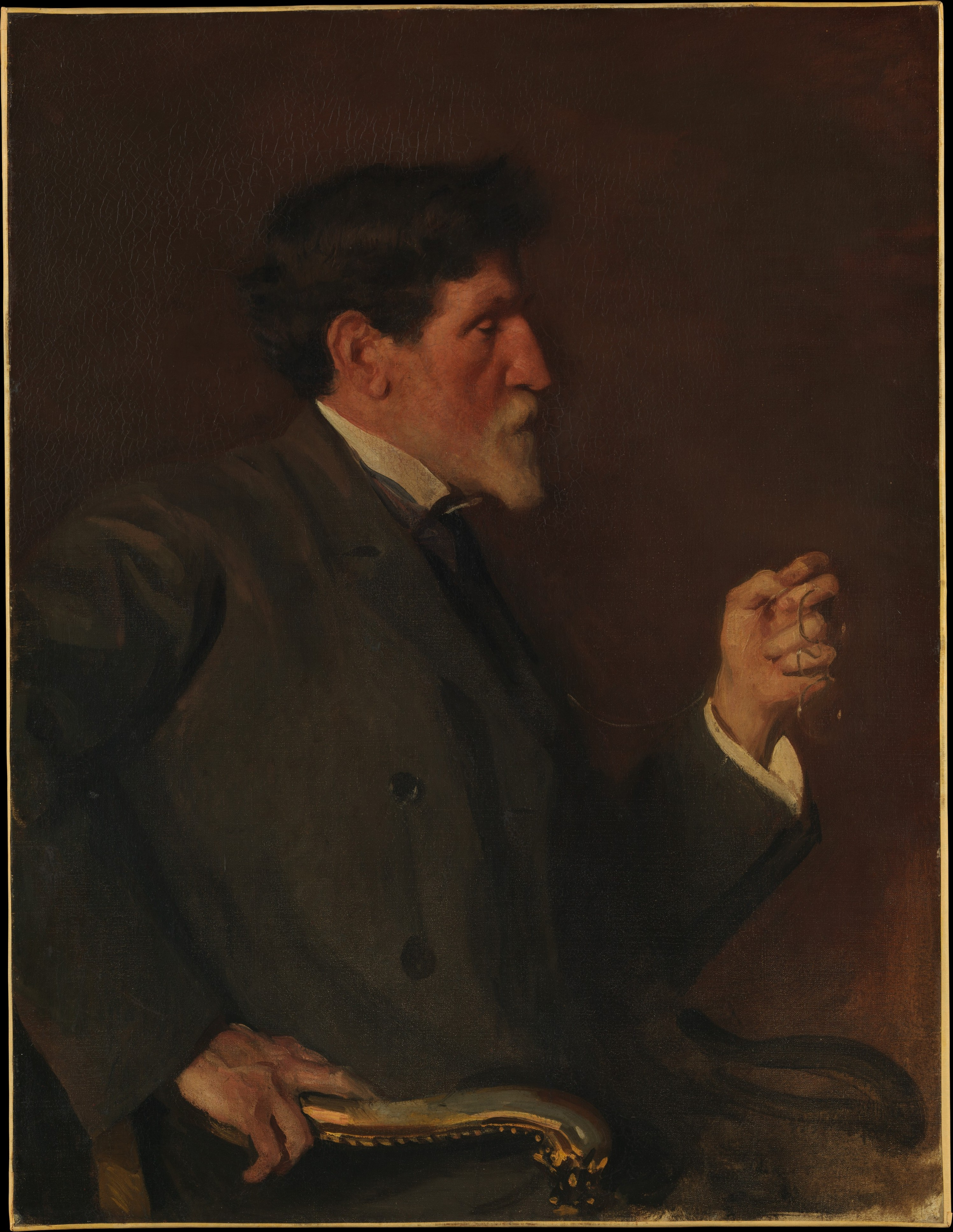
オーガスタス・セント＝ゴーデンス